# Jan Wojnar
Jan Wojnar (17. srpna 1944 Vendryně – 20. července 2014) byl český experimentální básník, fotograf a konceptuální umělec. Působil v Třinci.

## Výstavy
- 2001 Jan Wojnar, Moravská galerie v Brně, 18. leden – 25. únor 2001, kurátor: Jiří Valoch[1]
- 2010 Jan Wojnar: Celek jsoucna, jsoucí v celku, Museum Kampa, Praha, 7. březen – 2. srpen 2020, kurátorka: Helena Musilová.[2] Výstava byla kvůli epidemii koronaviru a požáru v Museu Kampa přístupná pouze po velmi omezenou dobu.